# Edvard Westerlund
Edvard Vilhelm Westerlund (1. únor 1901 Helsinky – 7. prosince 1982 tamtéž) byl finský zápasník.
Třikrát startoval na olympijských hrách v zápase řecko-římském. V roce 1924 na hrách v Paříži vybojoval zlatou medaili ve střední váze a v roce 1928 na hrách v Amsterdamu vybojoval bronzovou medaili v lehké váze. Startoval také v roce 1936 na hrách v Berlíně, kde v lehké těžké váze vypadl ve třetím kole.
Na mistrovství světa vybojoval v roce 1921 bronz ve střední a v roce 1922 zlato v lehké váze. V roce 1933 vybojoval na mistrovství Evropy bronz ve velterové váze. Vše v zápase řecko-římském.
Třikrát vybojoval titul finského šampióna. V roce 1927 a 1936 v zápase řecko-římském a v roce 1929 ve volném stylu.
Zápasu se věnovali také jeho bratři Emil a Kalle.